# Herbert Neubauer
Pour les articles homonymes, voir Neubauer.
Herbert Neubauer est un pongiste allemand né le 2 septembre 1943. Neubaueur est un défenseur à l'origine de la marque Dr Neubauer de matériel de tennis de table (revêtements).

## Palmarès
- 7 fois champion du monde vétérans (simples et doubles)
- 5 fois champions d'Europe vétérans
- 4 fois médailles d'or aux World Senior Games 2000 (St George/USA)
- 60 médailles d'or aux championnats suisses